# Biskupi inflanccy, wendeńscy i inflancko-piltyńscy
Biskupi inflanccy, wendeńscy i inflancko piltyńscy

## Biskupi ordynariusze
- Aleksander Mieliński (1583 – 1584)
- Andrzej Patrycy Nidecki (20 maja 1585 – 2 stycznia 1587)
- Otto Schenking (19 lutego 1590 – 20 czerwca 1637)
- Mikołaj Krosnowski (27 listopada 1641 – 12 czerwca 1645)
- Jan Pac (1647)
- Aleksander Krzysztof Chodkiewicz (28 października 1651 – 1 października 1676)
- Mikołaj Popławski (15 stycznia 1685 – 21 lipca 1710)
- Teodor Wolff von Ludinghausen (21 lipca 1710 – 10 listopada 1710)
- Krzysztof Antoni Szembek (23 lutego 1711 – 1 lipca 1716)
- Piotr Franciszek Tarło (1717 – 1720)
- Stanisław Józef Hozjusz (16 września 1720 – 14 stycznia 1722)
- Adam Augustyn Wessel (12 czerwca 1724 – 11 maja 1733)
- Konstanty Moszyński (22 czerwca 1733 – 9 września 1738)
- Wacław Hieronim Sierakowski (9 września 1738 – 16 listopada 1739)
- Józef Dominik Puzyna (16 września 1740 – 5 marca 1752)
- Antoni Kazimierz Ostrowski (9 kwietnia 1753 – 17 września 1763)
- Jan Stefan Giedroyć (22 kwietnia 1765 – 30 marca 1778)
- Antoni Maciej Sierakowski (20 lipca 1778 – 21 marca 1781)
- Józef Kazimierz Kossakowski (17 września 1781 – 9 maja 1794)
- Jan Nepomucen Kossakowski (9 maja 1794 – 9 sierpnia 1798)

## Biskupi koadiutorzy
- Teodor Wolff von Ludinghausen (14 marca 1701 – 21 lipca 1710)
- Wacław Hieronim Sierakowski (30 września 1737 – 9 września 1738)
- Jan Nepomucen Kossakowski (23 września 1793 – 9 maja 1794)

## Biskupi pomocniczy
- Bartłomiej Butler 1621 – ?
- Józef Antoni Łodziński 1729 – 1743
- Franciszek Kazimierz Dowgiałło 1744 – 1766
- Konstanty Leon Sosnowski 1767 – 1780
- Jerzy Pawłowski 1780 – ?
- Adam Kossakowski 1795 – 1798